# Louekari
Louekari (schwedisch: Trutkobben) ist eine zu Finnland gehörende Schäre in der Ostsee südlich von Helsinki im Finnischen Meerbusen.
Die Schäre gehört zum Teilgebiet Aluemeri des Stadtteils Ulkosaaret der finnischen Hauptstadt Helsinki. Östlich von Louekari verläuft der Seeweg zum etwa sechs Kilometer nördlich gelegenen Hafen von Helsinki.
Die unbewohnte felsige Insel erstreckt sich von Westen nach Osten über etwa 170 Meter bei einer Breite von bis zu 100 Metern und erhebt sich nur wenig über die Wasseroberfläche und ist weitgehend kahl. Am südlichen Punkt Louekaris ist ein Seezeichen aufgestellt.